# Afonso de Albuquerque
Pour les articles homonymes, voir Albuquerque (homonymie).
Afonso de Albuquerque (Alhandra 1453 - Goa, 16 décembre 1515) est un militaire, un navigateur, un explorateur et un homme politique portugais des XVe et XVIe siècles. Il est gouverneur des Indes portugaises de 1509 à 1515 et une des grandes figures de l'expansion portugaise en Orient.

## Biographie

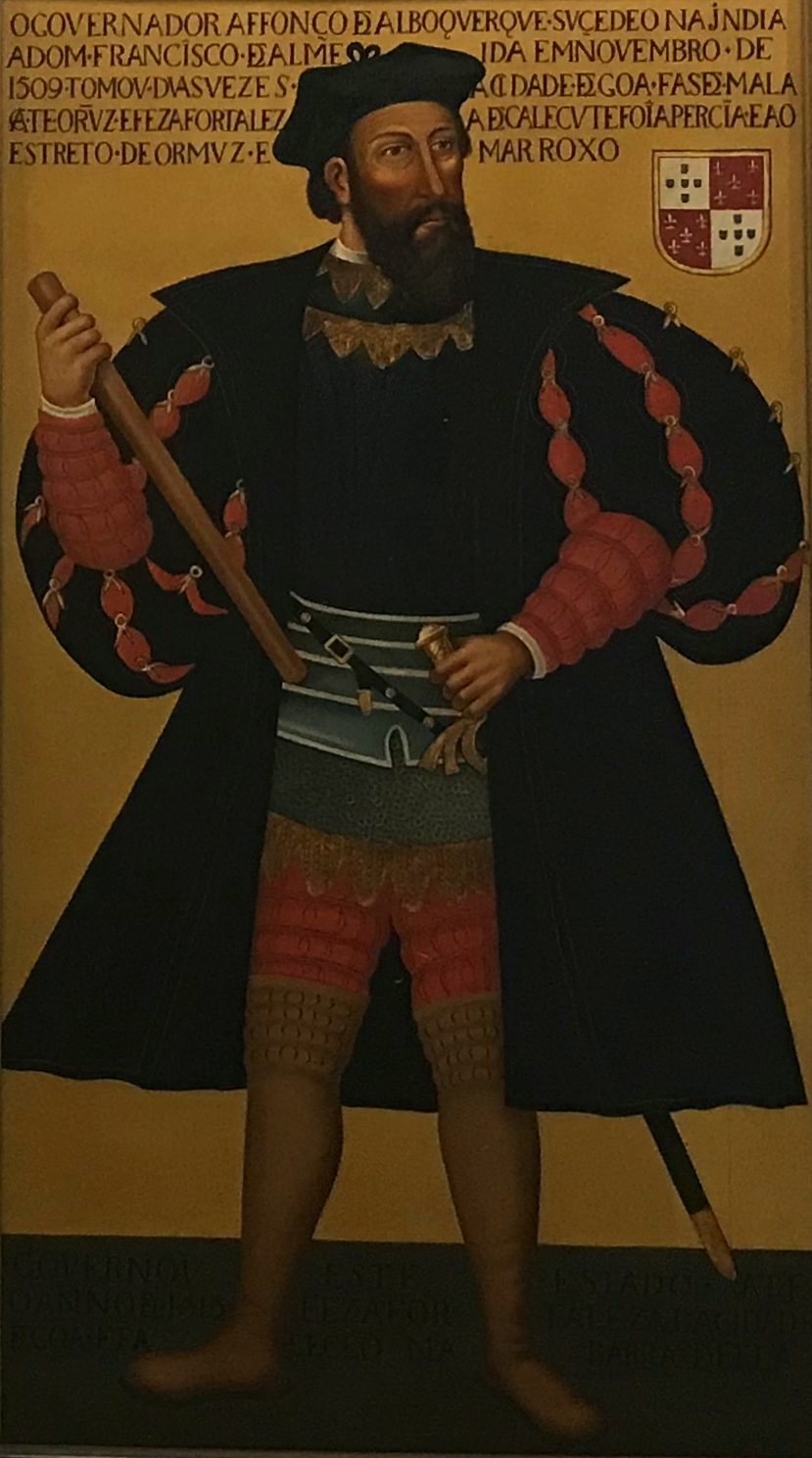
Alfonso de Albuquerque. Musée de la marine de Lisbonne.

Deuxième fils de Gonçalo de Albuquerque, seigneur de Vila Verde dos Francos (en), et de D. Leonor de Meneses, fille de D. Álvaro Gonçalves de Ataíde, comte d'Atouguia, il a été formé à la cour d'Alphonse V.

« Il fait partie de l'escadre envoyée en 1480 à l'aide du roi Ferdinand II de Naples, « pour réprimer la fureur des Turcs ». Il participe à l'expédition de 1489 pour défendre la forteresse de la Gracieuse, placée dans l'île que le fleuve Luco forme près de la ville de Larache. Il est écuyer-chef du roi Jean II, qu'il accompagne en 1476 pendant les guerres avec le royaume de Castille. Il est ainsi dans les places fortes d'Arzila et de Larache (Maroc) en 1489, et, en 1490, il fait partie de la garde de Jean II, et il retourne encore à Arzila en 1495. »

Le 6 avril 1503, il part pour l'Inde en faisant escale dans un port brésilien avec son cousin Francisco de Albuquerque, chacun commandant trois navires. Il participe à plusieurs batailles, construit une forteresse à Cochin et établit des relations commerciales avec Quilon (Coulão).
En 1506, il prend, pour le compte du Portugal, l'archipel de Socotra à l'entrée de la mer Rouge et, en octobre 1507, Ormuz à l'entrée du golfe Persique, verrouillant ainsi les voies maritimes arabes du long de la corne de l'Afrique.
À partir de 1508, successeur de Francisco de Almeida en tant que vice-roi des Indes, il est emprisonné par celui-ci qui refuse de rendre sa charge. Trois mois après, une flotte venue du Portugal libère Albuquerque. Il participe dès lors activement à l'expansion coloniale portugaise.
En novembre 1510, il prend Goa, la pille et en fait la capitale des possessions portugaises.
Le 1er juillet 1511, les 18 ou 19 vaisseaux de guerre qu'il commande arrivent devant le port de Malacca. Le 25 juillet, après 3 semaines de siège, il lance l'assaut et prend une moitié de la ville. Deux semaines plus tard le reste de la ville tombait. Les Portugais pillent la ville pendant trois jours et s'emparent de 700 kilos d'or. Il permet aux Portugais de commercer avec le Siam, la Chine et les Moluques. Il permet ainsi de doubler la route de la soie par les voies maritimes portugaises, faisant du royaume du Portugal une grande puissance coloniale. Fernand de Magellan et Francisco Serrão figurent parmi les hommes de troupe qui participent à la bataille. L'aire commerciale portugaise tripla grâce à la prise de Malacca .
En février 1513, Albuquerque se rend au détroit de Bab-el-Mandeb, mais ne parvient pas à prendre Aden, puis débarque dans l'île de Lintin (en) (futur Macao). Avec la construction de la forteresse d'Ormuz en 1515, il conclut son plan de dominer les points stratégiques de contrôle maritime et le monopole commercial des Indes.
En 1514, aux Indes, il se consacre à l'administration, à la diplomatie pour conclure la paix avec le Zamorin de Calicut, à recevoir les ambassades des rois hindous, à consolider et à décorer Goa où ont lieu des mariages entre Portugais et des femmes autochtones. Son prestige atteint son maximum lorsqu'il jette les bases de l'Empire colonial portugais en Orient et il est surnommé « le Grand ».
Il est fait duc de Goa par le roi Manuel Ier peu de temps avant sa mort, premier duc portugais non issu de la famille royale et premier titre de noblesse d'une possession d'outre-mer.
En septembre 1515, à Ormuz, Albuquerque tombe malade et le 8 novembre arrive à Goa. Là l'attend la nouvelle de son remplacement par Lopo Soares de Albergaria. Il meurt peu après.